# Полежаев, Юрий Васильевич
Юрий Васильевич Полежаев (24 июня 1937, Москва — 26 марта 2018, там же) — советский и российский физик, специалист в области теплофизики, теплоэнергетики и авиационно-космической техники, член-корреспондент РАН (2000).

## Биография
Родился 24 июня 1937 года в Москве.
В 1959 году окончил с отличием мехмат МГУ.
С 1959 по 1973 годы работал в НИИ тепловых процессов в должности инженера, старшего научного сотрудника и начальника научно-исследовательского сектора.
В 1963 году защитил кандидатскую, а в 1971 году — докторскую диссертацию.
С 1973 по 1985 годы работал заведующим отделом перспектив развития экспериментальной базы ракетно-космической отрасли в Центральном научно-исследовательском институте машиностроения.
С 1985 по 2006 годы — заместитель директора, директор Отделения тепломассообмена и физической газовой динамики Объединенного института высоких температур РАН, с 2007 года — заведующий отделом. Главный научный сотрудник — советник института.
В 2000 году избран членом-корреспондентом РАН.
Похоронен на Новодевичьем кладбище.

## Научная деятельность
Вел научные исследования в области теплофизики, теплоэнергетики и авиационно-космической техники, выполнил большой цикл работ по анализу теплофизических процессов, происходящих внутри и на поверхности тел, обтекаемых высокотемпературным или высокоскоростным газовым потоком.
Результаты этих исследований были отражены в различных публикациях, в том числе в монографиях «Тепловая защита» (1976) и «Взаимодействие материалов с газовыми потоками» (1976).
Разработчик теории разрушающейся тепловой защиты, установил основные закономерности нестационарного переноса энергии и массы в сложных многокомпонентных материалах, в том числе и при наличии в них фазовых превращений, фильтрации продуктов термического разложения в пористых средах и гетерогенного химического взаимодействия компонентов.
Под его научным руководством был проведен большой цикл теоретических и экспериментальных работ по исследованию эрозионной стойкости веществ при воздействии на них высокоскоростных потоков частиц.
В разное время вел преподавательскую деятельность МАИ, МФТИ МГТУ имени Н. Э. Баумана и Московском энергетическом институте.
Автор более 300 научных работ, научного открытия, имеет 75 авторских свидетельств и патентов.
Под его руководством защищено 17 кандидатских и 10 докторских диссертаций.
Действительный член Российской академии космонавтики имени К. Э. Циолковского, и Нью-Йоркской академии наук.
- заместитель председателя Национального Комитета по тепло- и массообмену
- член Научного Совета Международного центра по тепло- и массообмену
- председатель Научного Совета РАН «Химико-физические проблемы энергетики»
- председатель Секции Научного Совета РАН по комплексной проблеме «Теплофизика и теплоэнергетика»
- член Экспертного Совета ВАК по энергетике
- член редколлегий журналов: «Теплофизика высоких температур», «Инженерно-физический журнал», «Проблемы машиностроения»
- редактор Энциклопедий: «International Encyclopedia of Heat and Mass Transfer» и 40-томной энциклопедии по Машиностроению
- заместитель председателя Совета по защите диссертации в ИВТ РАН
- член Совета по защите диссертации в Центре имени Келдыша

- Полежаев Ю. В. Основы космического полета (в соавторстве с Авдуевским В. С., Анфимовым Н. А. и др.) М.: «Машиностроение». 1972. 400 с.
- Полежаев Ю. В., Юревич Ф. Б. Тепловая защита. М. «Энергия». 1976. 392 с.
- Полежаев Ю. В., Панкратов Б. М., Рудько А. К. Взаимодействие материалов с газовыми потоками. М.: «Машиностроение», 1976. 212 с.
- Полежаев Ю. В., Шишков А. В. Газодинамические испытания тепловой защиты. 1992. М. «Промедэк», 292 с.
- Полежаев Ю. В. (редактор от России): «International Encyclopedia of Heat and Mass Transfer». 1998. СRC Press. USA.
- Полежаев Ю. В. (редактор томов 1-2): Энциклопедия Машиностроения в 40 т., 1999. М.: «Машиностроение». 692 с.
- Леонтьев А. И., Полежаев Ю. В. и др. Научные основы технологий XXI века. 2000. М.: «Энергомаш». – 138 с.
- Законы горения. Научный сборник под редакцией Полежаева Ю. В. М.: «Энергомаш». 2006. 352 с.

## Из библиографии

### Книги
В каталоге РГБ отражены, в частности, следующие издания Ю. В. Полежаева:
- Тепловая защита / Ю. В. Полежаев, Ф. Б. Юревич; Под ред. А. В. Лыкова. — Москва : Энергия, 1976. — 391 с., 8 л. ил. : ил.; 22 см.
- Взаимодействие материалов с газовыми потоками / Б. М. Панкратов, Ю. В. Полежаев, А. К. Рудько ; Под ред. проф., д-ра техн. наук В. С. Зуева. — Москва : Машиностроение, 1976. — 224 с. : ил.; 22 см.
- Методы и средства газодинамических испытаний летательных аппаратов : Учеб. пособие по курсу «Теплогазодинам. отработка ЛА» / Ю. В. Полежаев. — М. : МАИ, 1983. — 89 с. : ил.; 20 см.
- Теплогазодинамическая отработка ЛА : Учеб. пособие / Ю. В. Полежаев; Моск. авиац. ин-т им. Серго Орджоникидзе. — М. : МАИ, 1986. — 68,[1] с. : ил.; 20 см.
- Эрозия поверхностей в гетерогенных потоках / Ю. В. Полежаев, Д. С. Михатулин. — М. : ИВТАН, 1989. — 67 с. : ил.; 21 см. — (N 2-227).
- Методические основы проведения исследований в высокотемпературных гетерогенных потоках / В. В. Богачёв, Д. С. Михатулин, Ю. В. Полежаев. — М. : ИВТАН, 1991. — 84 с. : ил.; 20 см. — (Препринт ИВТАН. АН СССР, Ин-т высок. температур; N 2-331).
- Газодинамические испытания тепловой защиты : Справочник / Ю. В. Полежаев, А. А. Шишков. — М. : Промедэк, 1992. — 246,[2] с. : ил.; 21 см.
- Гетерогенные потоки: газодинамика, теплообмен, эрозия / Д. С. Михатулин, Ю. В. Полежаев, И. В. Репин. — М. : Объед. ин-т высок. температур, 1997. — 87 с. : ил.; 21 см. — (Препринт. Рос. акад. наук, Объед. ИВТАН; N 2-402).
- Исследование гетерогенного потока «газ-твёрдые частицы» / А. Ю. Вараксин, Ю. В. Полежаев, А. Ф. Поляков. — М. : Объед. ИВТАН, 1997. — 140 с. : ил.; 20 см. — (Препринт ИВТАН. Рос. акад. наук, Объед. ИВТАН; N 2-406).
- Материалы и покрытия в экстремальных условиях : [В 3 т.] / Под ред. С. В. Резника. — М. : Изд-во МГТУ им. Н. Э. Баумана, 2002 (ПИК ВИНИТИ). — 22 см. — (Взгляд в будущее).
  - Т. 1: Прогнозирование и анализ экстремальных воздействий / Полежаев Ю. В. и др. — (ПИК ВИНИТИ). — 220, [1] с. : ил., портр., табл.; ISBN 5-7038-1990-3
  - Т. 2: Передовые технологии производства / Скороходов В. В. и др. — (ПИК ВИНИТИ). — 294, [1] с. : ил., табл.; ISBN 5-7038-1991-1
  - Т. 3: Экспериментальные исследования / Полежаев Ю. В. и др.: Под ред. Ю. В. Полежаева, С. В. Резника. — (ПИК ВИНИТИ). — 259, [1] с. : ил., табл.
- Тепловое разрушение материалов / Ю. В. Полежаев, Г. А. Фролов; под ред. В. В. Скороходова. — Киев : Академпериодика, 2006. — 351, [1] с., [2] л. цв. ил. : ил., табл.; 24 см; ISBN 966-360-064-0
- Теплообмен и разрушение тел в сверхзвуковом гетерогенном потоке / Д. С. Михатулин, Ю. В. Полежаев, Д. Л. Ревизников. — Москва : Янус-К, 2007. — XXVII, 391 с., : ил., портр., табл.; 22 см; ISBN 978-5-8037-0374-7
- Теплообмен и тепловая защита : учебник для технических вузов / Ю. В. Полежаев. — Москва : Янус-К, 2008. — 127 с. : ил.; 21 см; ISBN 978-5-8037-0406-5
- Тепломассообмен, термохимическое и термоэрозионное разрушение тепловой защиты. www.rfbr.ru. Дата обращения: 1 декабря 2021. Архивировано из оригинала 1 декабря 2021 года. : [курс лекций] / Д. С. Михатулин, Ю. В. Полежаев, Д. Л. Ревизников. — Москва : Янус-К, 2011. — 516, [1] с., [20] л. ил. : ил.; 22 см; ISBN 978-5-8037-0522-2 (издано по гранту РФФИ).

## Семья[2]
- Отец — Полежаев, Василий Дементьевич (1909—1972) — советский хозяйственный деятель, инженер, начальник Московского Метростроя (1958—1972), Герой Социалистического Труда (1963).
- Мать — Ефремова Ольга Акимовна (1913—1981)
- Жена — Борисова Светлана Викторовна (1938—2016) — педагог, патентовед МАИ
- Сын — Михаил (1961—2022) — юрист, бизнесмен
- Дочь — Елена (род. 1967) — финансовый директор коммерческой компании
- Дочь — Ольга (род. 1975) — топ-менеджер

## Награды
- Государственная премия СССР (в составе группы, за 1976 год) — за разработку тепловой защиты спускаемых космических аппаратов (типа «Союз», «Венера», «Луна-16»)[3]
- Премия Совета Министров СССР (1983) — за создание углеродных материалов[2]
- Заслуженный деятель науки Российской Федерации (1996)[10]
- Государственная премия Российской Федерации (1999) — за исследование воздействия запыленных потоков[2]
- Орден Почёта (2002)[4]
- Нагрудный знак «Изобретатель СССР»[2]
- Именная премия академика А. В. Лыкова (Академия наук Беларуси, в составе группы, за 2007 год) — за цикл работ «Теплообмен в многофазных средах при физико-химических превращениях»[11]